# Concilie van Philippopolis
Het Concilie van Philippopolis vond plaats in 343 of 344 in Philippopolis (Bulgarije), gehouden door dissidente bisschoppen van het Concilie van Sardica.

## Context
Het Concilie van Sardica was bijeengeroepen door paus Julius I, gesteund door keizer Constans I, over het eerherstel van patriarch Athanasius van Alexandrië, de onverzettelijke tegenstander van het arianisme. De aanhangers van de ariaan Eusebius van Nicomedia, gesteund door keizer Constantius II, vonden dat daar niet op terug kon worden gekomen. Het Concilie van Sardica werd voorgezeten door bisschop Ossius van Córdoba, hij die ook het Eerste Concilie van Nicea voorzat. De oosterse bisschoppen vonden bij aanvang van het concilie, dat de verhoudingen onrechtvaardig waren. Zij die het concilie bijeenriepen waren vooringenomen en hadden in aantal de meerderheid. Gevolg, ze stapten op en hielden hun eigen concilie in Philippopolis.

## Resultaat
Het Concilie van Philippopolis besliste, dat niet alleen Athanasius van Alexandrië, maar ook alle deelnemers aan het Concilie van Sardica, inclusief paus Julius I, werden geëxcommuniceerd. Ze verwierpen de term Homoousion (hetzelfde in wezen) en introduceerden de term anomoeanisme (verschillend in wezen).
In de plaats van meer eenheid te creëren in het christendom, werd de eerste kiem van het Oosters Schisma gezaaid.